# Diospyros longshengensis
Diospyros longshengensis là một loài thực vật có hoa trong họ Thị. Loài này được S.K.Lee mô tả khoa học đầu tiên năm 1983.